# پاتریک کودل
پاتریک کودل (انگلیسی: Patrick Cowdell؛ زادهٔ ۱۸ اوت ۱۹۵۳) ورزشکار بوکس اهل بریتانیا است.
وی در مسابقات کشوری و بین‌المللی در مجموع برندهٔ ۱ مدال طلا، ۱ مدال برنز شده‌است.